# Sri Madhopur
Sri Madhopur (o Srimadhopur) è una suddivisione dell'India, classificata come municipality, di 28.480 abitanti, situata nel distretto di Sikar, nello stato federato del Rajasthan. In base al numero di abitanti la città rientra nella classe III (da 20.000 a 49.999 persone).

## Geografia fisica
La città è situata a 27° 28' 0 N e 75° 35' 60 E e ha un'altitudine di 494 m s.l.m..

## Società

### Evoluzione demografica
Al censimento del 2001 la popolazione di Sri Madhopur assommava a 28.480 persone, delle quali 15.004 maschi e 13.476 femmine. I bambini di età inferiore o uguale ai sei anni assommavano a 4.500, dei quali 2.448 maschi e 2.052 femmine. Infine, coloro che erano in grado di saper almeno leggere e scrivere erano 18.841, dei quali 11.489 maschi e 7.352 femmine.